# Adi Winarso
Adi Winarso (Panggang, Jepara, Java Central, Indonesia, 11 de diciembre de 1950 – 8 de septiembre de 2023) fue un político y militar indonesio que se desempeñó como alcalde de Tegal, Java Central, durante dos mandatos entre 1999 y 2009. Antes de su carrera política, sirvió en la Armada de Indonesia.

## Primeros años de vida
Winarso nació en el pueblo de Panggang, en la regencia de Jepara, el 11 de diciembre de 1950. Cuando era niño, se mudó a Tegal ya que su padre fue asignado para enseñar en una escuela secundaria allí. Después de graduarse de la escuela secundaria allí, se matriculó en la Academia Naval de Indonesia, y se graduó en 1974.

## Carrera
En 1999, Winarso (que se había convertido en coronel naval en la marina) se postuló como candidato a alcalde de Tegal y ganó 13 de los 22 votos emitidos por el ayuntamiento. Prestó juramento como alcalde el 23 de marzo de 1999. El ayuntamiento lo reeligió para un segundo mandato en enero de 2004. Fue apoyado por Golkar en ambas ocasiones. Winarso obtuvo 17 votos, mientras que su principal rival, el presidente local del PDI-P, Agil Abdurrohim, obtuvo 10 votos. Abdurrohim afirmó haber pagado a los 12 concejales del PDI-P una suma de 500 millones de rupias y los partidarios de Abdurrohim se amotinaron frente al ayuntamiento tras su derrota.
Winarso inauguró el Monumento Bahari (id), que conmemora la historia de la Armada de Indonesia en la ciudad, en diciembre de 2008. Durante su mandato, se abrieron varios centros comerciales nuevos en la ciudad, y Winarso designó una calle para convertirla en un destino culinario nocturno con vendedores ambulantes de comida. También renovó los mercados locales y reubicó la terminal de autobuses de la ciudad en una nueva ubicación con mayor espacio. Cerca del final de su mandato, Winarso participó en un programa de entrevistas organizado por observadores culturales locales, que fue presentado por el compañero de fórmula de Abdurrohim, mientras que Abdurrohim también participó en el programa. El mandato de Winarso finalizó el 23 de marzo de 2009 y fue sucedido por Ikmal Jaya.
Después de que ya no fuera alcalde, en 2014, fue interrogado por la Comisión de Erradicación de la Corrupción como testigo relacionado con una investigación sobre Ikmal Jaya. Fue hospitalizado en 2021 por problemas respiratorios.